# Ирдом (река)
И́рдом — река в России, протекает по Кировской и Костромской областях. Устье реки находится в 41 км от устья реки Вохмы. Длина реки составляет 75 км, площадь водосборного бассейна — 562 км².
Исток Ирдома в заболоченных лесах в 30 км к северо-востоку от Боговарова. Первые километры преодолевает по территории Кировской области, остальное течение лежит в Костромской области (Октябрьский и Вохомский районы).
В верховьях течёт на запад, после впадения Жаровицы поворачивает на юг, в нижнем течении течёт на юго-запад. На реке расположен районный центр Октябрьского района — село Боговарово и несколько деревень Октябрьского района. Впадает в Вохму в 7 км к северо-востоку от посёлка Вохма.

## Данные водного реестра
По данным государственного водного реестра России относится к Верхневолжскому бассейновому округу, водохозяйственный участок реки — Ветлуга от истока до города Ветлуга, речной подбассейн реки — Волга от впадения Оки до Куйбышевского водохранилища (без бассейна Суры). Речной бассейн реки — (Верхняя) Волга до Куйбышевского водохранилища (без бассейна Оки).
Код объекта в государственном водном реестре — 08010400112110000041318.

### Притоки
(указано расстояние от устья)
- 28 км: река Белая (лв)
- 35 км: река Немсарь (пр)
- 41 км: река Жаровица (пр)